# Pseudanthias marcia
Pseudanthias marcia är en fiskart som beskrevs av Randall och Hoover, 1993. Pseudanthias marcia ingår i släktet Pseudanthias och familjen havsabborrfiskar. Inga underarter finns listade i Catalogue of Life.